# Beau fixe
Pour l’article ayant un titre homophone, voir Beaufix.
Pour plus de détails, voir Fiche technique et Distribution.
Beau fixe est un film français réalisé par Christian Vincent, sorti en 1992.

## Synopsis
Quatre étudiantes en médecine décident de passer quelques jours dans une villa de Saint-Palais-sur-Mer afin de réviser leurs examens au calme. Mais la tranquillité programmée va être troublée par Francis, cousin de l'une d'entre elles, qui vient faire des travaux d'entretien dans la maison. La cohabitation déjà fragile va se détériorer encore plus.

## Fiche technique
- Titre : Beau fixe
- Réalisation : Christian Vincent
- Scénario : Christian Vincent et Philippe Alard
- Production : Adeline Lecallier, Sylvie Olivé, Alain Rocca et Christophe Rossignon
- Photographie : Denis Lenoir
- Montage : François Ceppi
- Costumes : Lydie Bonnaire
- Pays de production :  France
- Langue : français
- Format : couleurs
- Genre : drame
- Durée : 92 minutes
- Visa d'exploitation no 78562
- Date de sortie : 
  - France : 18 novembre 1992

## Distribution
- Isabelle Carré : Valérie
- Estelle Larrivaz : Armelle
- Judith Rémy : Carine
- Elsa Zylberstein : Frédérique
- Frédéric Gélard : Francis
- Jean-Denis Monory : Jérôme
- Mark Saporta : l'amant de Frédérique